# إيدن (كامبريا)
إيدن هي مقاطعة حكومية محلية في كامبريا بإنجلترا. يستند مجلسها في بينريث. اسمها يعود إلى نهر إيدن, الذي ينبع شمال المقاطعة نحو كارلايل. تقدر مساحتها بـ2156 كيلومتر مربع (832 ميل مربع), مما يجعلها ثامن أكبر مقاطعة في إنجلترا, مما يجعلها أكبر مقاطعة غير وحدوية. بالإضافة إلى أن لها أقل كثافة سكانية في جميع مقاطعات إنجلترا, بمتوسط 24 شخص كل كيلومتر مربع.
مجلس المقاطعة أنشئ في 1/4/1974 تحت قانون الحكم المحلي 1972, من المقاطعة الحضارية بينريث, المقاطعة الريفية ألستون مع جاريجيل ومقاطعة بينريث الريفية, كلها في كمبرلاند, والمقاطعة البلدية الإدارية أبلبي, جزء من مقاطعة ليكس الحضارية, ومقاطعة شمال ويستمورلاند الريفية, كلها في ويستمورلاند.
داخل حدود المقاطعة يوجد جزء من منتزه مقاطعة ليك الدولي.
السكة الحديدية الرئيسية بالساحل الغربي يتداخل مع المقاطعة, لكن مع محطة واحدة في بنرث. الخدمات في هذه المحطة مقدمة من قبل القطارات العذراء. سكة سيتل الحديدية الشمالية – سكة كارلايل الحديدية وأيضا تذهب من خلال المقاطعة ولها عدة محطات في أرماثوايت, لازونبي, لانجواثبي, أبلبي, وكيريكبي ستيفن.
طرق النقل البري مجهزة من قبل الطريق السريع M6, والـA6 والـA66.